# Fernando Pasini
Fernando Pasini é um arquiteto e artista plástico brasileiro.
Suas pinturas têm forte característica ilustrativa, tendo sido inspiradas a princípio em Roger Dean e posteriormente na arte de Tomie Ohtake e Manabu Mabe.
O artista possui obras expostas no Brasil, Itália, Espanha, Portugal, Chile, Argentina, Estados Unidos (particulares) e na embaixada do Brasil em El Salvador (Acervo).

## Ligações externas

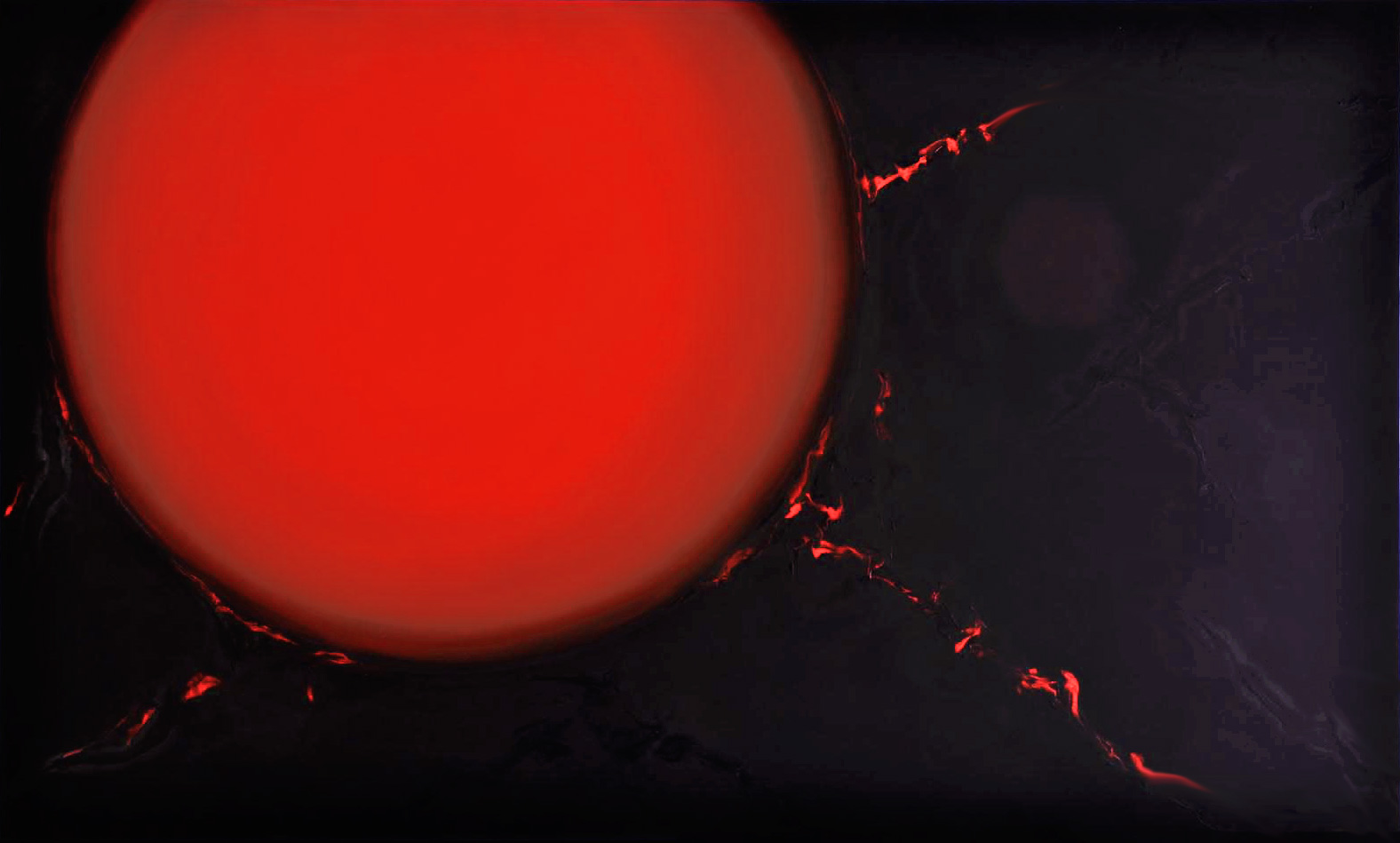
Planeta Vermelho, óleo sobre tela.